# Токат
Токат (на турски: Tokat) е град и административен център на вилает Токат в Северна Турция в черноморският регион на страната. Населението му е 201 294 жители (2018 г.). Пощенският му код е 60 xxx, а телефонният код 0356.